# Портрет Петра Ивановича Багратиона
«Портрет Петра Ивановича Багратиона» — картина Джорджа Доу и его мастерской из Военной галереи Зимнего дворца.
Картина представляет собой погрудный портрет генерала от инфантерии князя Петра Ивановича Багратиона из состава Военной галереи Зимнего дворца.
Во время Отечественной войны 1812 года генерал от инфантерии Багратион был шефом лейб-гвардии Егерского полка и командовал 2-й Западной армией. В Бородинском сражении получил смертельное ранение.
Изображён в генеральском мундире образца от 7 мая 1817 года с Андреевской лентой через плечо — Багратион такой мундир носить не мог, поскольку погиб ещё в 1812 году, и должен быть изображён в мундире образца 1808 года. На шее кресты ордена Св. Александра Невского с алмазами, сардинского ордена Маврикия и Лазаря, австрийского Военного ордена Марии Терезии 2-й степени, орденов Св. Анны 1-й степени и Св. Георгия II класса; внизу под лентой виднеется крест ордена Св. Иоанна Иерусалимского; справа на груди звёзды орденов Св. Андрея Первозванного, Св. Георгия II класса и Св. Владимира 1-й степени. Подпись на раме с ошибкой в фамилии: П. И. Богратiонъ, Генералъ отъ Инфантерiи.
12 июня 1822 года император Александр I повелел написать портрет Багратиона для Военной галереи, и уже 26 июля прототип портрета был передан Доу для работы. Несмотря на то, что готовый портрет поступил в Эрмитаж лишь 7 сентября 1825 года, датировать его следует не позже середины 1823 года, поскольку в Лондоне Генри Доу сделал гравюру с готового портрета с указанием на ней даты — 1 августа 1823 года; один из отпечатков этой гравюры имеется в собрании Эрмитажа (бумага, меццо-тинто, 65,5 × 47 см, инвентарный № ЭРГ-332).
По поводу того, какая именно картина послужила прототипом для галерейного портрета, высказывалось несколько версий.
Глинка счёл, что исходником мог служить портрет Багратиона кисти С. Тончи и гравюра 1805 года Дж. Сандерса, снятая с этого портрета. Также и Ровинский отмечал сходство гравюры Сандерса с гравюрами, снятыми с портрета Тончи. Один из отпечатков этой гравюры имеется в собрании Эрмитажа (бумага, гравюра резцом, 34,7 × 23,1 см, инвентарный № ЭРГ-328).
Хранитель британской живописи в Эрмитаже Е. П. Ренне отмечает, что портрет Доу имеет сильное сходство с рисунком Г.-Ж. де Сент-Обена, имеющимся в собрании Эрмитажа, и гравюрой Ф. Вендрамини с этого рисунка, выпущенной Дж. Бойделом в 1813 году, эта гравюра тоже имеется в Эрмитажной коллекции (бумага, гравюра пунктиром, 28,6 × 21,8 см, инвентарный № ЭРГ-544).
Однако А. А. Подмазо утверждает, что и работа Тончи, и рисунок Сент-Обена с последующей гравюрой Вендрамини имеют мало общего с портретом кисти Доу; Подмазо считает, что Доу использовал в качестве прототипа портрет Багратиона работы неизвестного художника, ныне хранящийся в собрании Рыбинского музея-заповедника (холст, масло, 53,5 × 45, инвентарный № Ж-849).
Л. А. Дукельская в своём очерке английского искусства, описывая Военную галерею, отмечала:

Острая выразительность и романтическая приподнятость, органически сочетающиеся с точностью в передаче сходства, присущи лучшим портретам этого грандиозного цикла. Таковы изображения Багратиона, Ермолова, Сеславина.

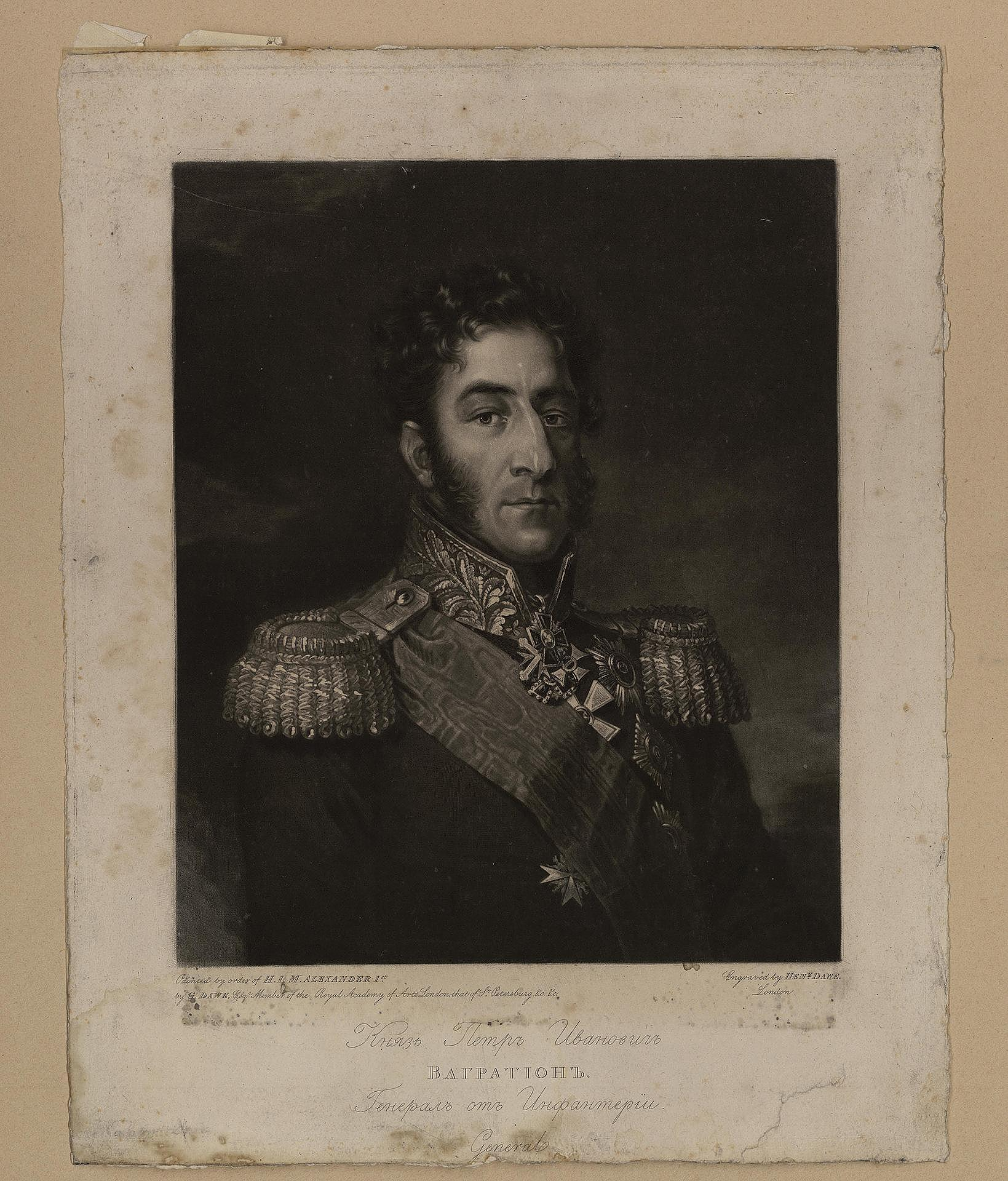
Гравюра Г. Доу с оригинала Дж. Доу. 1823
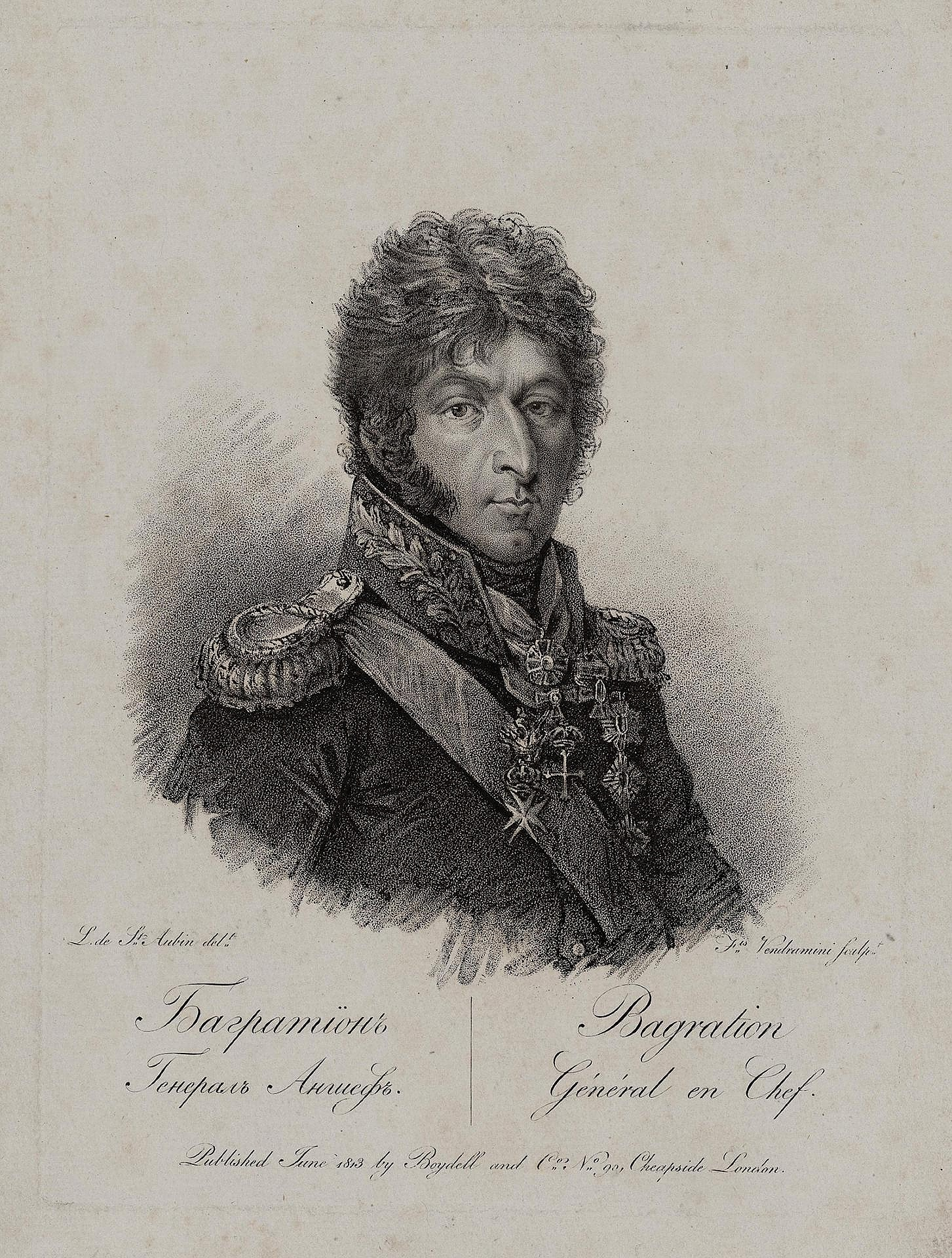
Гравюра Ф. Вендрамини с оригинала Г.-Ж. де Сент-Обена
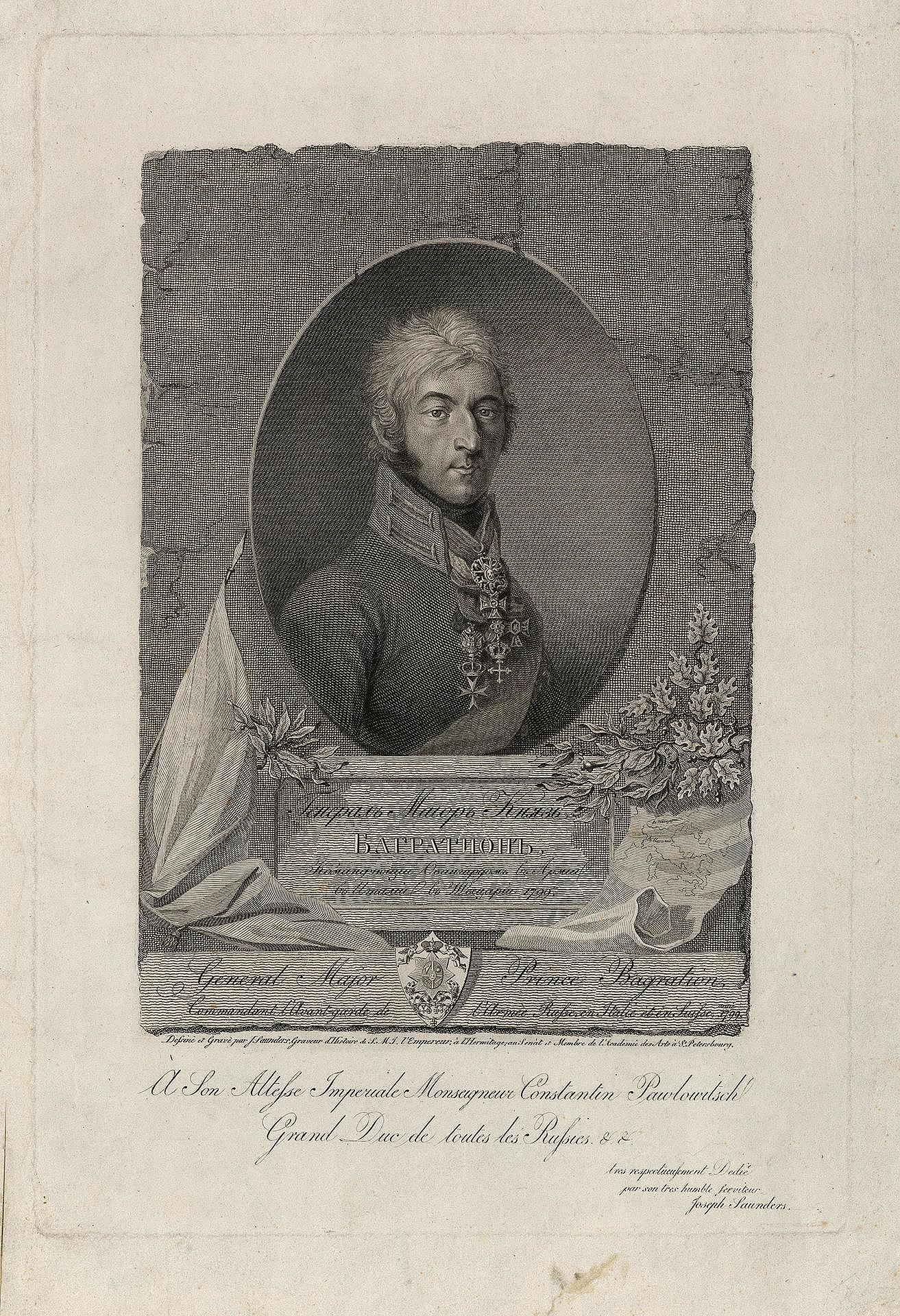
Гравюра Дж. Сандерса с оригинала С. Тончи
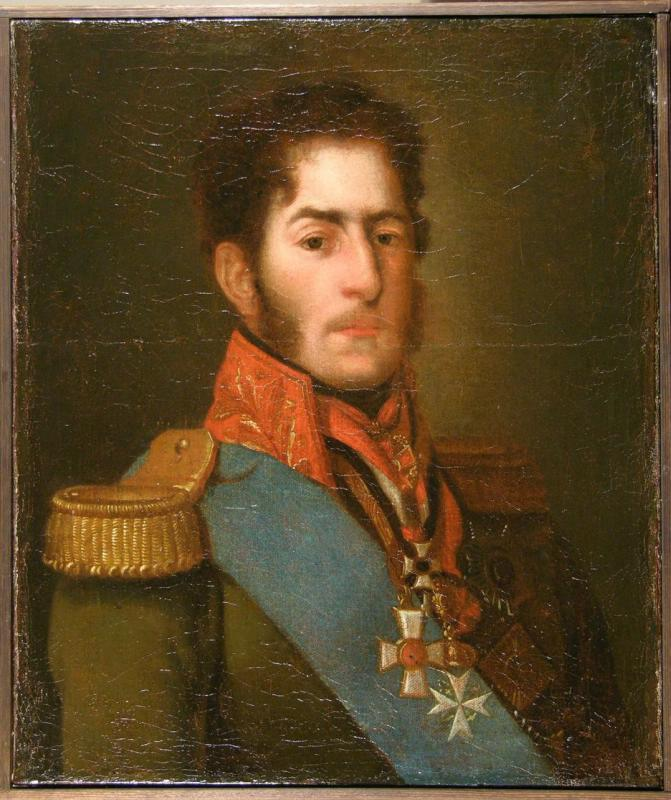
Портрет работы неизвестного русского художника. Рыбинский музей-заповедник